# ジンバブエ・プレミアサッカーリーグ
ジンバブエ・プレミアサッカーリーグ（英: Zimbabwe Premier Soccer League）は、ジンバブエサッカー協会が統括するジンバブエのプロサッカーリーグにおける最上位ディビジョンの名称である。2011年現在は、スポンサー名を冠してキャッスルラガー・プレミアサッカーリーグ（Castle Lager Premier Soccer League）と呼ばれている。

## 概要
1980年設立だが、それ以前にも1962年からローデシア・ナショナル・フットボールリーグ（Rhodesia National Football League）として存在していた。

## 参加クラブ（2011）
- ブラックマンバズ (ハラレ)
- ブルーリボン (ハラレ)
- CAPSユナイテッド (ハラレ)
- Chicken Inn (ブラワヨ)
- ダイナモズ (ハラレ)
- FCプラチナム (ズビシャバネ)
- ガンナーズ (ハラレ)
- ハイランダーズ (ブラワヨ)
- ワンゲ (ワンゲ)
- Kiglon (チトゥングウィザ)
- マシンゴ・ユナイテッド (マシンゴ)
- モノモタパ・ユナイテッド (ハラレ)
- モーターアクション (ハラレ)
- Shabanie Mine (ズビシャバネ)
- シューティングスターズ (ハラレ)
- ジンバブエ・セインツ (ブラワヨ)

## 歴代優勝クラブ
| - 1962: ブラワヨ・ローヴァーズ - 1963: セント・ポールズ - 1964: ブラワヨ・ローヴァーズ - 1965: セント・ポールズ - 1966: セント・ポールズ - 1967: ステート・ハウス・トーネードズ - 1968: ブラワヨ・セーブルズ - 1969: ブラワヨ・セーブルズ - 1970: ダイナモズ - 1971: アーカディア・ユナイテッド - 1972: ソールズベリー・セーブルズ - 1973: メタル・ボックス - 1974: ソールズベリー・セーブルズ - 1975: チビク - 1976: ダイナモズ - 1977: ジンバブエ・セインツ - 1978: ダイナモズ - 1979: CAPSユナイテッド - 1980: ダイナモズ - 1981: ダイナモズ | - 1982: ダイナモズ - 1983: ダイナモズ - 1984: ブラック・ライノス - 1985: ダイナモズ - 1986: ダイナモズ - 1987: ブラック・ライノス - 1988: ジンバブエ・セインツ - 1989: ダイナモズ - 1990: ハイランダーズ - 1991: ダイナモズ - 1992: ブラック・エーセズ - 1993: ハイランダーズ - 1994: ダイナモズ - 1995: ダイナモズ - 1996: CAPSユナイテッド - 1997: ダイナモズ - 1998: 優勝クラブなし - 1999: ハイランダーズ - 2000: ハイランダーズ - 2001: ハイランダーズ | - 2002: ハイランダーズ - 2003: アマズールー - 2004: CAPSユナイテッド - 2005: CAPSユナイテッド - 2006: ハイランダーズ - 2007: ダイナモズ - 2008: モノモタパ・ユナイテッド - 2009: ガンナーズ - 2010: モーターアクション - 2011: ダイナモズ - 2012: ダイナモズ - 2013: ダイナモズ - 2014: ダイナモズ - 2015: Chicken Inn F.C. - 2016: CAPSユナイテッド - 2017: FCプラチナム - 2018: FCプラチナム - 2019: FCプラチナム |

## クラブ別優勝回数
| クラブ（旧クラブ名）            | 回数 |
| ------------------------------- | ---- |
| ダイナモズ （セント・ポールズ） | 22   |
| ハイランダーズ                  | 7    |
| CAPSユナイテッド                | 5    |
| FCプラチナム                    | 3    |
| ブラック・エーセズ （チビク）   | 2    |
| ブラック・ライノ                | 2    |
| ブラワヨ・ローヴァーズ          | 2    |
| ブラワヨ・セーブルズ            | 2    |
| ソールズベリー・セーブルズ      | 2    |
| ジンバブエ・セインツ            | 2    |
| モーターアクション              | 1    |
| アマズールー                    | 1    |
| アーカディア・ユナイテッド      | 1    |
| メタル・ボックス                | 1    |
| ステート・ハウス・トーネードズ  | 1    |
| モノモタパ・ユナイテッド        | 1    |
| ガンナーズ                      | 1    |
| Chicken Inn F.C.                | 1    |